# درخت ریزمیوه

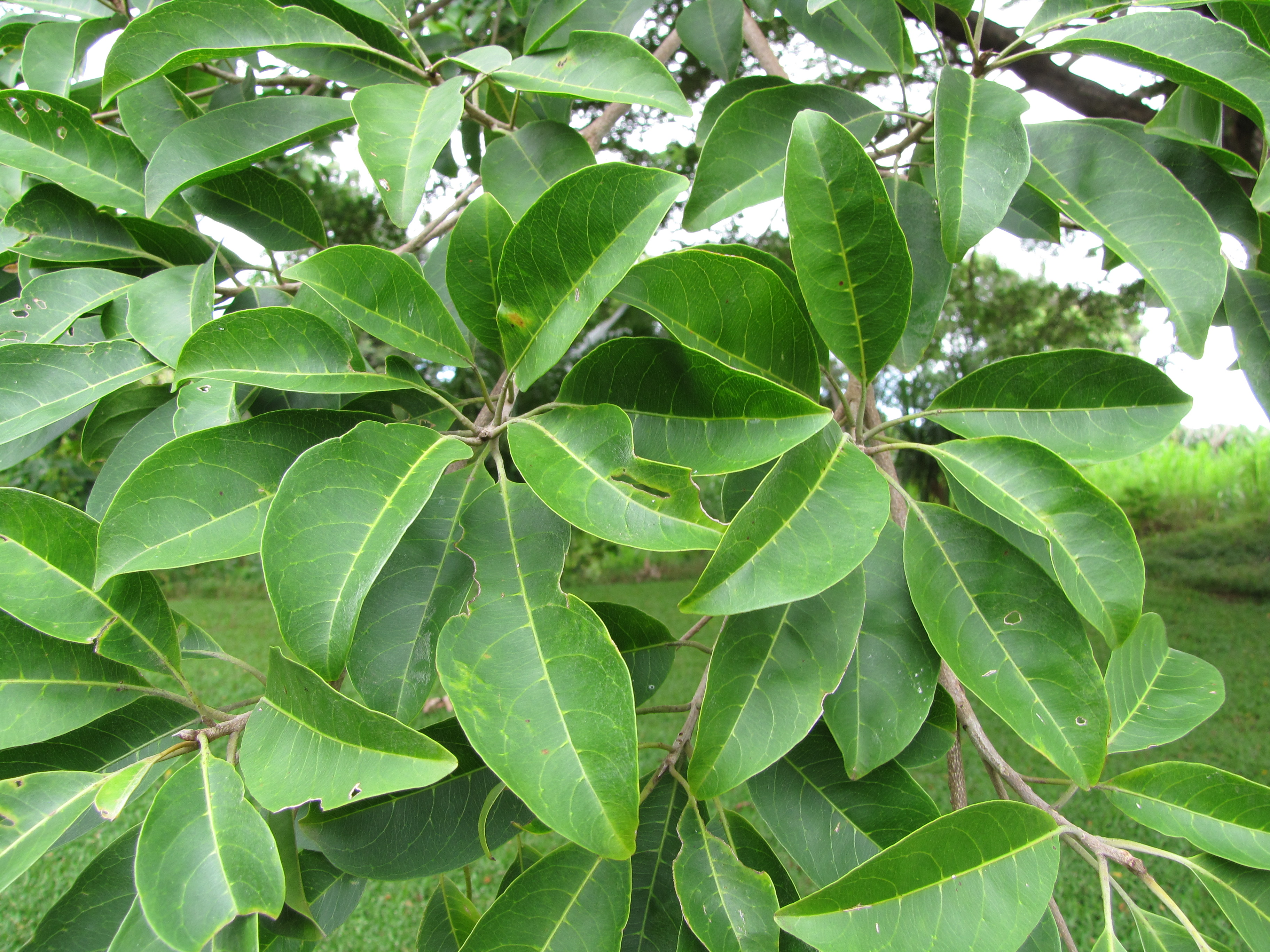
درخت ریزمیوه نام یک گونه از سرده ارجون است

درخت ریزمیوه (نام علمی: Terminalia microcarpa) نام یک گونه از سرده ارجون است.